# Grand Bodø IK
Idrettsklubben Grand Bodø (kurz: Grand Bodø IK) ist ein norwegischer Sportverein aus Bodø. Der Verein wurde am 12. April 1917 gegründet. Aushängeschild des Vereins ist die Frauenfußball-Abteilung.

## Geschichte
Der Verein wurde unter dem Namen Grand IK gegründet. 1986 gewann die Frauenmannschaft die Nordnorwegische Meisterschaft und belegte in der Endrunde den dritten von vier Plätzen. Damit qualifizierte sich die Mannschaft für die eingleisige erste Liga, die 1987 den Spielbetrieb aufnahm. Nach der ersten Saison folgte jedoch der Abstieg. 1990 kehrte der Verein, der inzwischen den heutigen Namen trägt, für drei Jahre zurück. Der sechste Platz in der Saison 1991 ist bis heute die beste Platzierung. Heidi Eivik wurde damals die erste und bis heute einzige Nationalspielerin des Vereins. In den Jahren 1995 und 2000 kam es zu weiteren einjährigen Gastspielen im Oberhaus. Während man beim ersten Mal chancenlos war, fehlte in der Saison 2000 nur ein Punkt zum Klassenerhalt. 2006 schaffte die Mannschaft den erneuten Aufstieg in die Toppserie, musste aber nach einem Jahr wieder absteigen.
Die Männer spielten in den achtziger Jahren zeitweise in der zweiten Liga. Nach dem Abstieg 1986 ging es jedoch steil bergab. Heute ist die Mannschaft nur noch fünftklassig.

## Erfolge
- Dritter der norwegischen Meisterschaft 1986
- Aufstieg in die Toppserien 1990, 1994, 1999, 2006, 2013, 2016